# Малая Ковалевщина
Малая Ковалевщина (бел. Малая Кавалеўшчына) — деревня в составе Миорского района Витебской области Республики Беларусь.
Расположена в 12 км на восток от города Миоры на реке Волта. Через деревню проходит автомобильная дорога Р14 Полоцк—Браслав. Население деревни — 66 человек (2019). В километре на юг расположен гидрологический заказник «Ельня».
До 2013 года функционировала Крюковская базовая школа .
Раньше в полукилометре западнее деревни проходила брусчатка, которая местами сохранилась и по сей день.
На севере от деревни расположена МТФ.
До Великой Отечественной войны в деревне насчитывалось 101 житель и 25 домов. В ходе фашистской карательной операции 2 октября 1943 года деревня была сожжена .

## Уроженцы деревни и известные жители
1. ШЕВЧЕНОК АЛЕКСАНДР АРКАДЬЕВИЧ (род. 1958) — кандидат технических наук, доцент, физик, преподаватель кафедры «Интеллектуальные системы» Машиностроительного факультета БНТУ[3] , имеет благодарность правительства г. Москвы за вклад в развитие научно-технического сотрудничества между г. Москвой и РБ.
2. Пирог Иван Иванович (род. 1950) — архимандрит Борис в Свято-Успенском Жировичском монастыре[4].
3. Лакотко Владимир Иванович — бывший руководитель УП «Институт цифрового телевидения Горизонт»[5]
4. Флор Донатович Манцевич — (1890—1941) белорусский педагог, общественный деятель[6] (После присоединения Западной Белоруссии участвовал в создании новой системы народного образования, работал учителем в деревне Малая Ковалевщина).